# Disciplined Agile Delivery
Disciplined Agile Delivery (англ. дисциплинированная гибкая разработка), DAD — подход к гибкой разработке IT-решений, который ориентирован на обучение и в первую очередь учитывает человеческий фактор. Подход допускает масштабирование и может применяться в масштабах предприятий, а не только небольших команд. Жизненный цикл подхода построен на принципах «риск — ценность» и ориентирован на раннее достижение поставленных целей.

## Описание
Фреймворк представляет собой гибридный подход, который дополняет Scrum проверенными[кем?] стратегиями из различных областей: гибкого моделирования, экстремального программирования, канбана, бережливой разработки программного обеспечения, Unified Process (UP), Outside-in Development (OID) и прочих. DAD разработан в компании IBM. Целью фреймворка стало расширение  Scrum таким образом, чтобы полностью описать жизненный цикл разработки программного обеспечения, начиная с момента инициации проекта, заканчивая запуском продукта и его использованием конечными пользователями.
В отличие от прескриптивного подхода, используемого в Scrum и Extreme Programming, Disciplined Agile Delivery использует подход, основанный на целях[каких?]. В том числе, DAD предоставляет возможность выбора между несколькими альтернативами, позволяющий модифицировать фреймворк в соответствие с каждой конкретной ситуацией, и подобрать стратегии, подходящие конкретным пользователям фреймворка.
Согласно фреймворку Disciplined Agile 2.X, жизненный цикл проекта содержит три основные фазы:
1. Начало. Во время этой фазы происходит инициация проекта. Несмотря на то, что agile-сообщество не приветствует разбиение проектов на «фазы», в реальности подавляющее большинство команд выполняет определённый фронт работ в самом начале проекта. Не следует путать данную фазу с «нулевым спринтом», так как чаще всего эти активности занимают больше времени. Таким образом, DAD выделяет эти работы в отдельную фазу, целью которой является фиксирование границ проекта.
2. Конструирование. Эта фаза позволяет команде разработки создать потенциально используемое решение инкрементальным путём. Это может сделано как с использованием итераций, так и более непрерывным способом. Команда может применять различные практики из скрама, экстремального программирования и прочих гибких методологий разработки.
3. Передача. Согласно DAD, поставка программного обеспечения заинтересованным сторонам не является тривиальным процессом. Команды разработки, равно как и предприятие, получающее готовый результат, улучшают процессы доставки по мере жизни продукта, так чтобы данная фаза занимала минимальное количество времени, а в идеале и исчезла бы совсем.